# Chandler (Quebec)
Chandler es una ciudad de la provincia de Quebec, Canadá. Está ubicada en el condado regional de Le Rocher-Percé y a su vez, en la región administrativa de Gaspésie–Îles-de-la-Madeleine. Hace parte de las circunscripciones electorales de Gaspé a nivel provincial y de Gaspésie−Îles-de-la-Madeleine a nivel federal.

## Geografía
Chandler se encuentra ubicada en las coordenadas 48°21′00″N 64°41′00″O / 48.35000, -64.68333. Según Statistics Canada, tiene una superficie total de 419,53 km² y es una de las 1135 municipalidades en las que está dividido administrativamente el territorio de la provincia de Quebec.

## Demografía
Según el censo de 2011, había 7703 personas residiendo en esta ciudad con una densidad poblacional de 18,4 hab./km². Los datos del censo mostraron que de las 7914 personas censadas en 2006, en 2011 hubo una disminución poblacional de 211 habitantes (-2,7%). El número total de inmuebles particulares resultó de 3506 con una densidad de 8,36 inmuebles por km². El número total de viviendas particulares que se encontraban ocupadas por residentes habituales fue de 3397.